# 波士頓市政廳

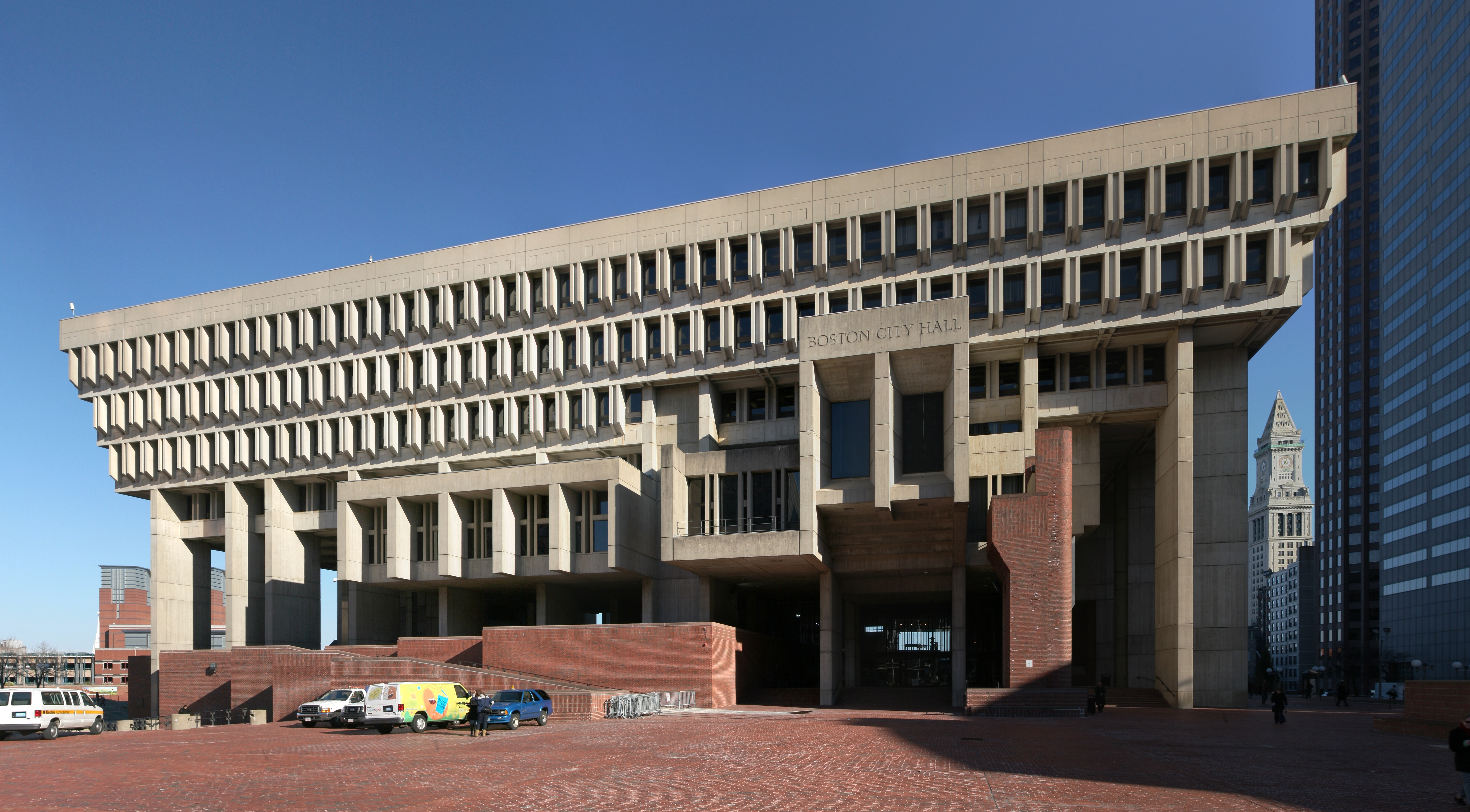

42°21′37.16″N 71°3′28.68″W / 42.3603222°N 71.0579667°W
波士頓市政廳（英語：Boston City Hall）是美國波士頓市政府所在地，波士頓市長的辦公室與波士頓市議會皆位於此。現在的市政廳修建於1968年。
波士頓市政廳是一座典型的粗野主义建築，外觀極具爭議。波士頓市政廳被《建築周刊》網站評為最偉大建築之一，卻也在網路評選中被評為世界最醜陋建築。2013年，《波士頓環球報》將市政廳評為波士頓最醜陋建築，並建議拆除。《加利福尼亞家庭與設計》將波士頓市政廳評為「25座現在就該拆除的建築」。波士頓市政府也有重新開發市政廳一帶土地的想法。